# وسط قرطبة التاريخي
يعد المركز التاريخي لمدينة قرطبة في إسبانيا واحدًا من أكبر المراكز من نوعه في أوروبا. سجلت اليونسكو مسجد - كاتدرائية قرطبة كموقع للتراث العالمي منذ عام 1984. بعد عقد من الزمان، وسعت الوسم ليشمل جزءًا كبيرًا من المدينة القديمة. يحتوي المركز التاريخي على ثروة من الآثار التي تحافظ على آثار كثيرة من العصور الرومانية والعربية والمسيحية.

## الخلفية التاريخية
كانت قرطبة في البداية بلدة قرطاجية، استولى عليها الرومان في عام 206 قبل الميلاد، وسرعان ما أصبحت عاصمة هسبانيا سيتيريور بمبانيها الجميلة وتحصيناتها. في القرن السادس، انهارت الإمبراطورية الرومانية، فسقطت المدينة في يد القوط الغربيين حتى بداية القرن الثامن عندما غزاها المغاربة.
في عام 716، أصبحت قرطبة عاصمة إقليمية، وفي 766، أصبحت عاصمة لإمارة الأندلس المسلمة. بحلول القرن العاشر، أصبحت خلافة قرطبة واحدة من أكثر المدن تقدمًا في العالم، معروفة بثقافتها وتعلمها وتسامحها الديني. بالإضافة إلى مكتبة ضخمة، تضم المدينة أكثر من 300 مسجد والعديد من القصور والمباني الإدارية.
ستولى الملك فرديناند الثالث على المدينة في عام 1236، وبنى دفاعات جديدة، كما حول المسجد الكبير إلى كاتدرائية. نشأت المدينة المسيحية حول الكاتدرائية مع القصور والكنائس والحصن. على الرغم من أن المدينة فقدت أهميتها السياسية في ظل الحكم المسيحي، إلا أنها استمرت في لعب دور مهم في التجارة بفضل مناجم النحاس القريبة من سييرا مورينا.

## الحدود الجغرافية
يتكون المركز التاريخي كما حددته منظمة اليونسكو من المباني والشوارع المتعرجة الضيقة حول الكاتدرائية. يحدها من الجنوب نهر الوادي الكبير ليشمل الجسر الروماني وبرج كالاهورا، ومن الشرق كالي سان فرناندو، ومن الشمال المركز التجاري. ومن جهة الغرب، تشمل القصر وSan Basilio District.

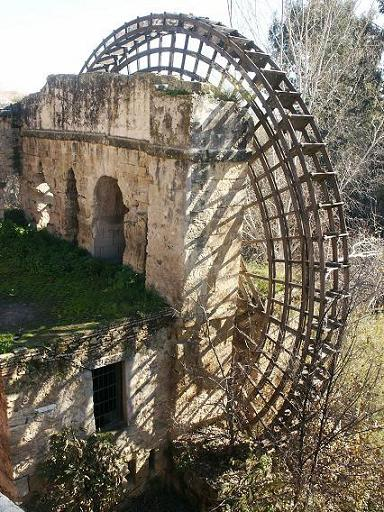
أحد نواعير نهر الوادي الكبير.

وصلة=|تصغير

## آثار
يمكن رؤية أدلة على الفترة الرومانية في الجسر ذي الـ16 امتدادًا فوق الوادي الكبير، والفسيفساء في القصر، وأعمدة المعبد الروماني، وبقايا الجدران الرومانية. بالإضافة إلى حمامات الخليفة، يظهر التأثير المغربي في تصميم المدينة في حدائق القصر المجاورة للمسجد الكبير السابق. بقيت المآذن من هذه الفترة في كنائس سانتياغو وسان لورينزو وسان خوان و Santa Clara Hermitage. يمكن رؤية الوجود اليهودي أثناء الحكم الإسلامي في منطقة لا جوديريا حيث ظل الكنيس يستخدم حتى عام 1492.
كان القصر في الأصل قلعة مغاربية، ثم تحول ليكون بمثابة سكن للملوك المسيحيين في القرن الرابع عشر، بينما أعادالملك هنري الثاني تصميم برج كالاهورا، الذي بناه الموحدون، بشكل شامل في عام 1369. في عام 1410أكتمل بناء كنيسة سان بارتولومي الصغيرة على الطراز القوطي المدجن. مستشفى سان سيباستيان السابق كان في الأصل كنيسة، الآن هو مركز المؤتمرات، أكتمل بناؤه في عام 1516 بمزيج من الأساليب القوطية والمدجن وعصر النهضة. تشمل الكنائس الأخرى من تلك الفترة سان نيكولاس وسان فرانسيسكو.
هناك أيضًا عدد من المباني المهمة التي تعود إلى القرن السادس عشر بما في ذلك مدرسة سان بلاجيو، وبويرتا ديل بوينتي، وقصر ماركيز دي لا فوينسانتا ديل فالي الذي صممه هيرنان رويز . تجدر الأشارة أيضًا إلى مستشفى ديل كاردينال سالازار الذي يعود تاريخه إلى القرن الثامن عشر بواجهته الباروكية.
تشمل المعالم التاريخية الأخرى في البلدة القديمة القصر الأسقفي الذي بني على بقايا قصر القوط الغربيين السابق ومتحف الأبرشية للفنون الجميلة، والإسطبلات الملكية التي بناها الملك فيليب الثاني في عام 1570 كجزء من القصر.

## معرض

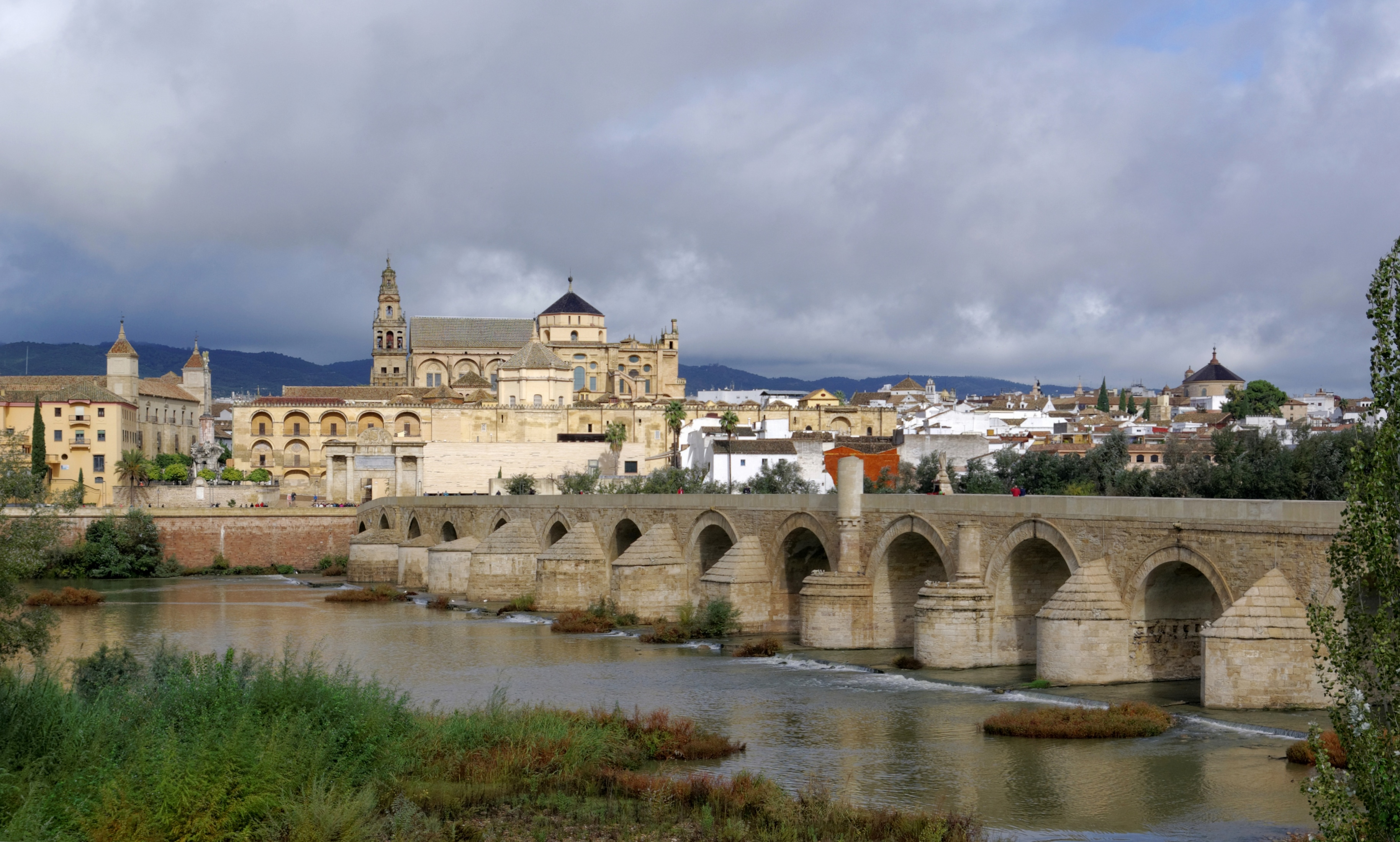
الجسر الروماني
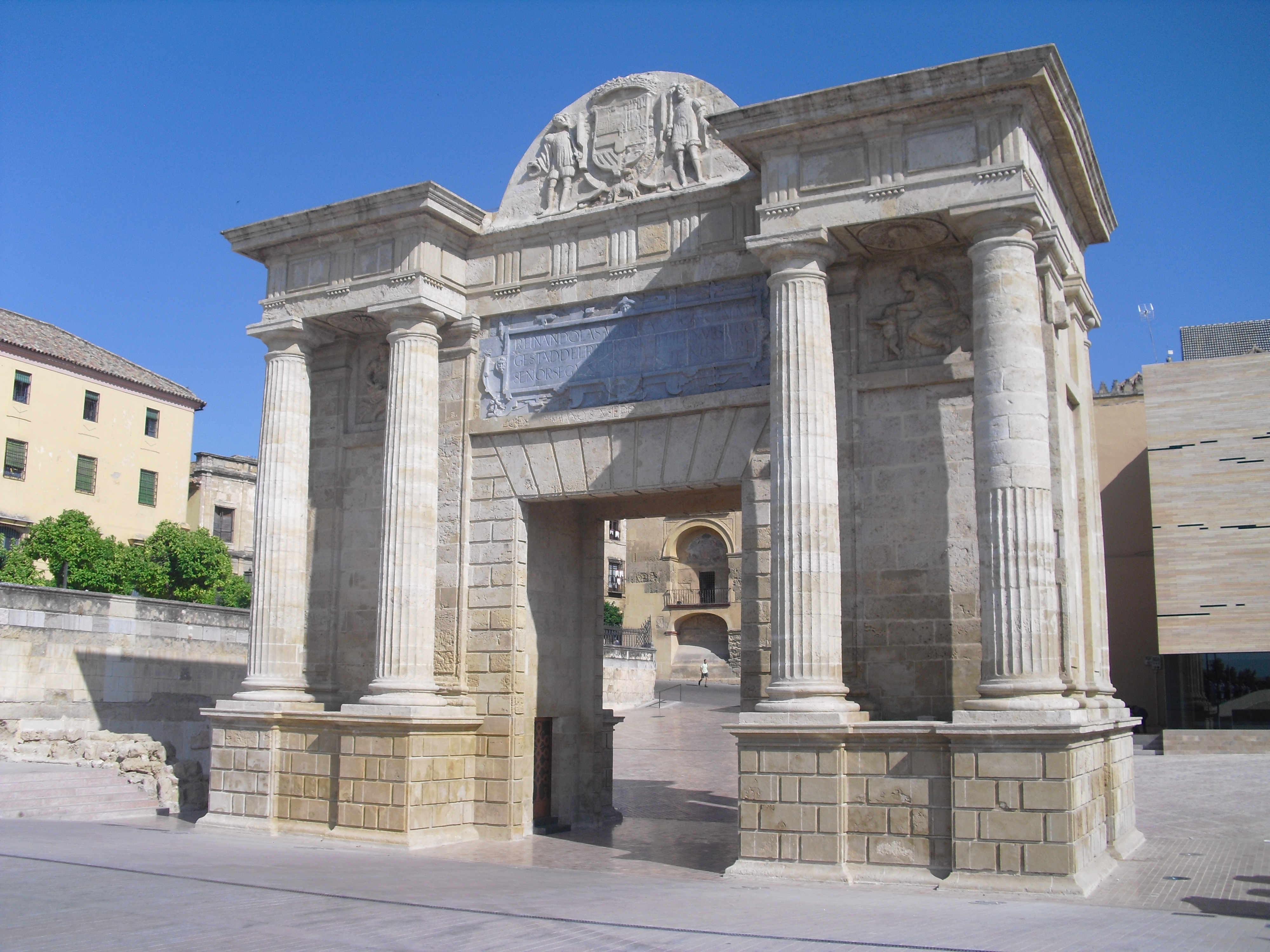
بويرتا ديل بوينتي  [لغات أخرى]‏
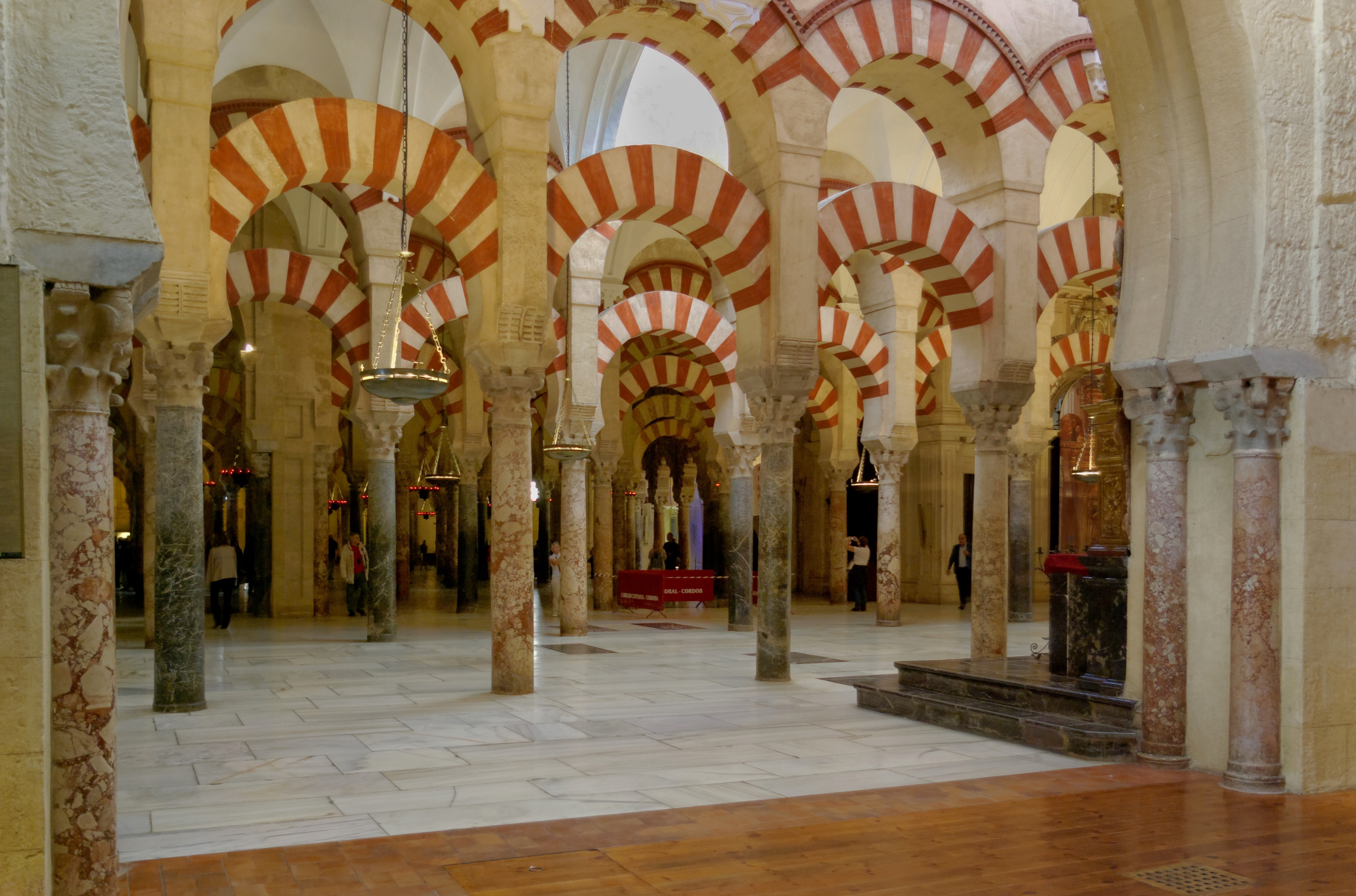
مسجد - كاتدرائية قرطبة
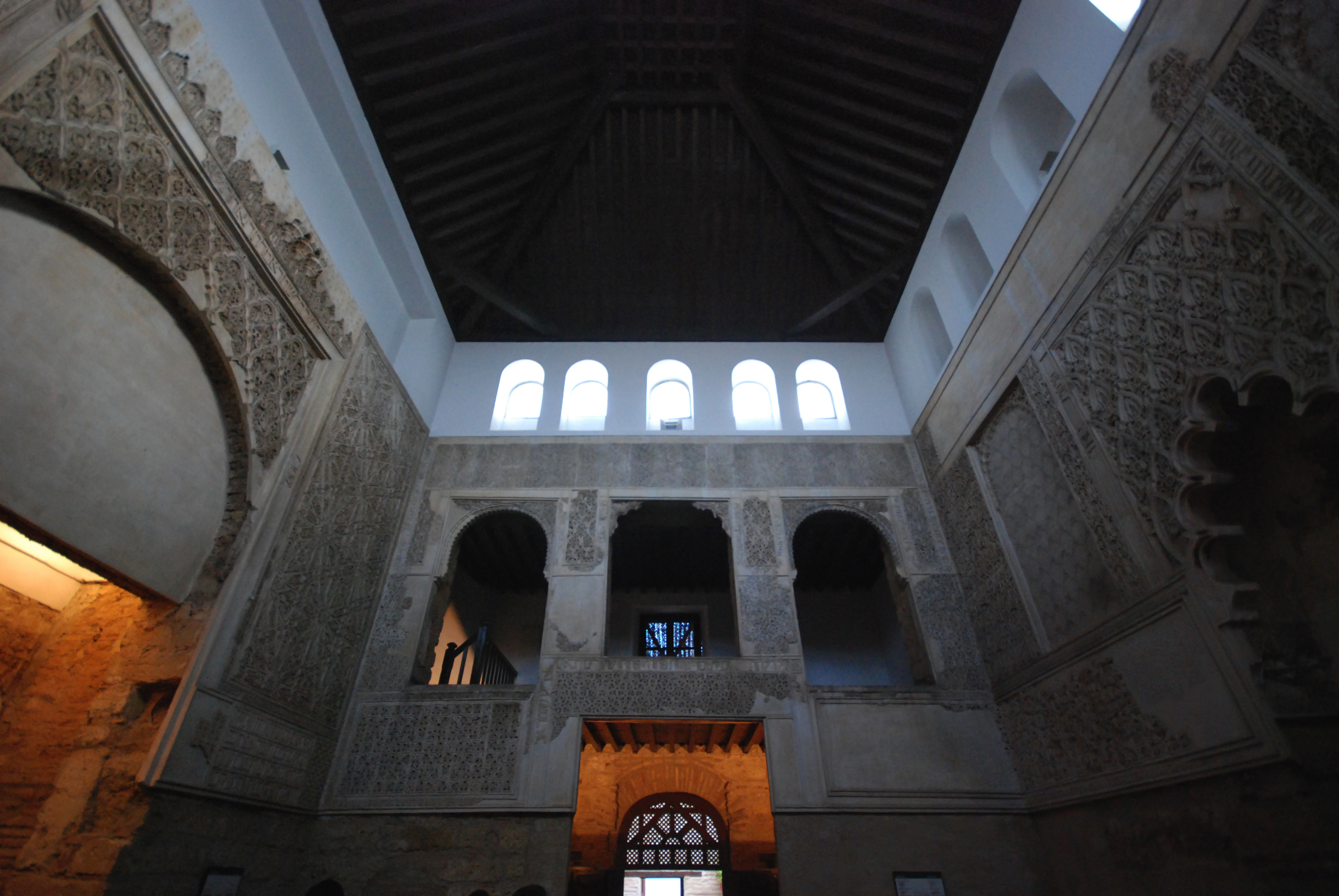
كنيس قرطبة
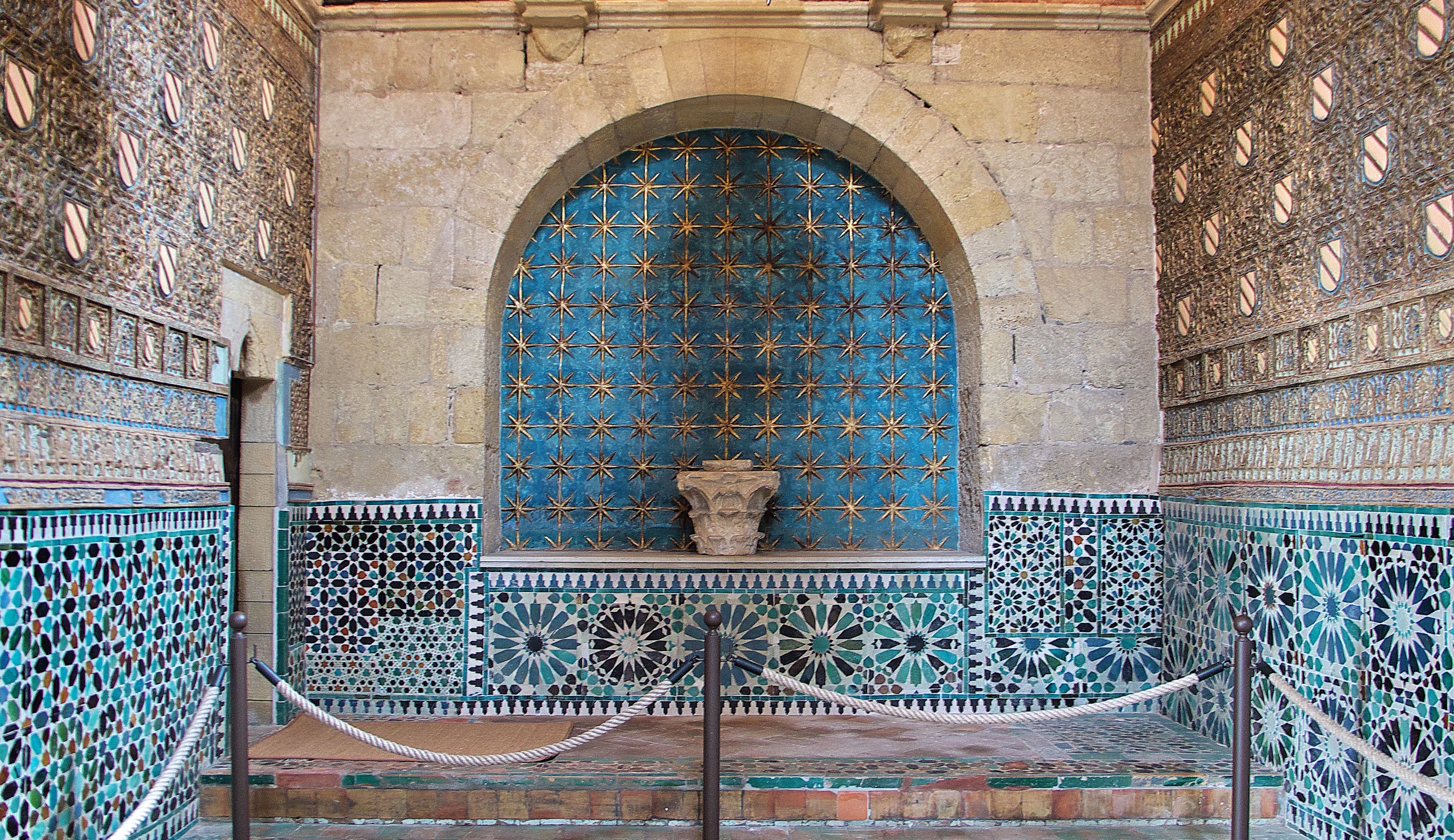
كنيسة سان بارتولومي
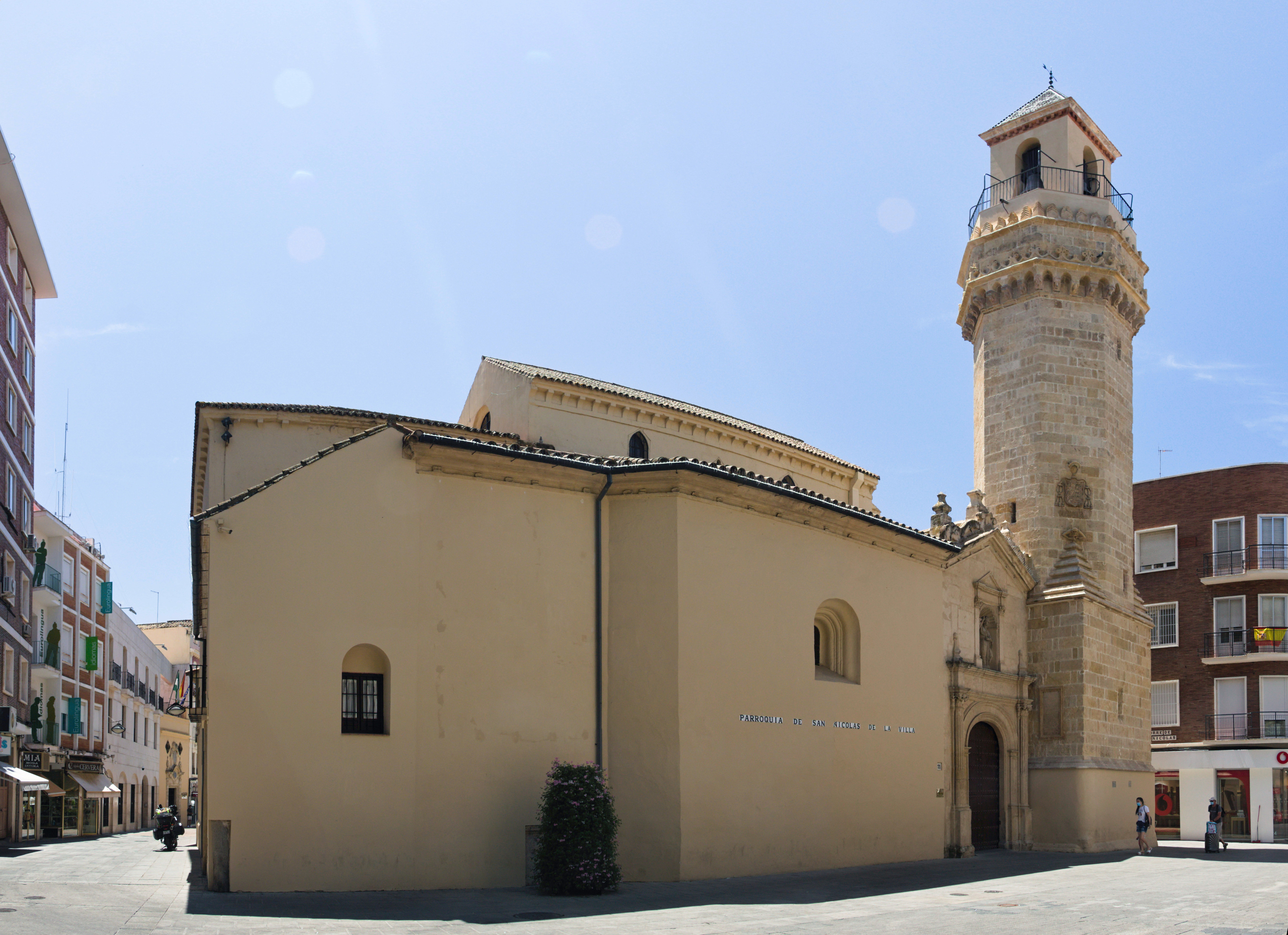
كنيسة سان نيكولاس
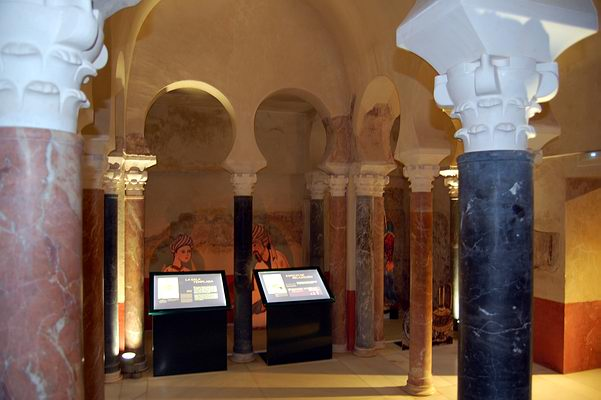
حمامات الخليفة
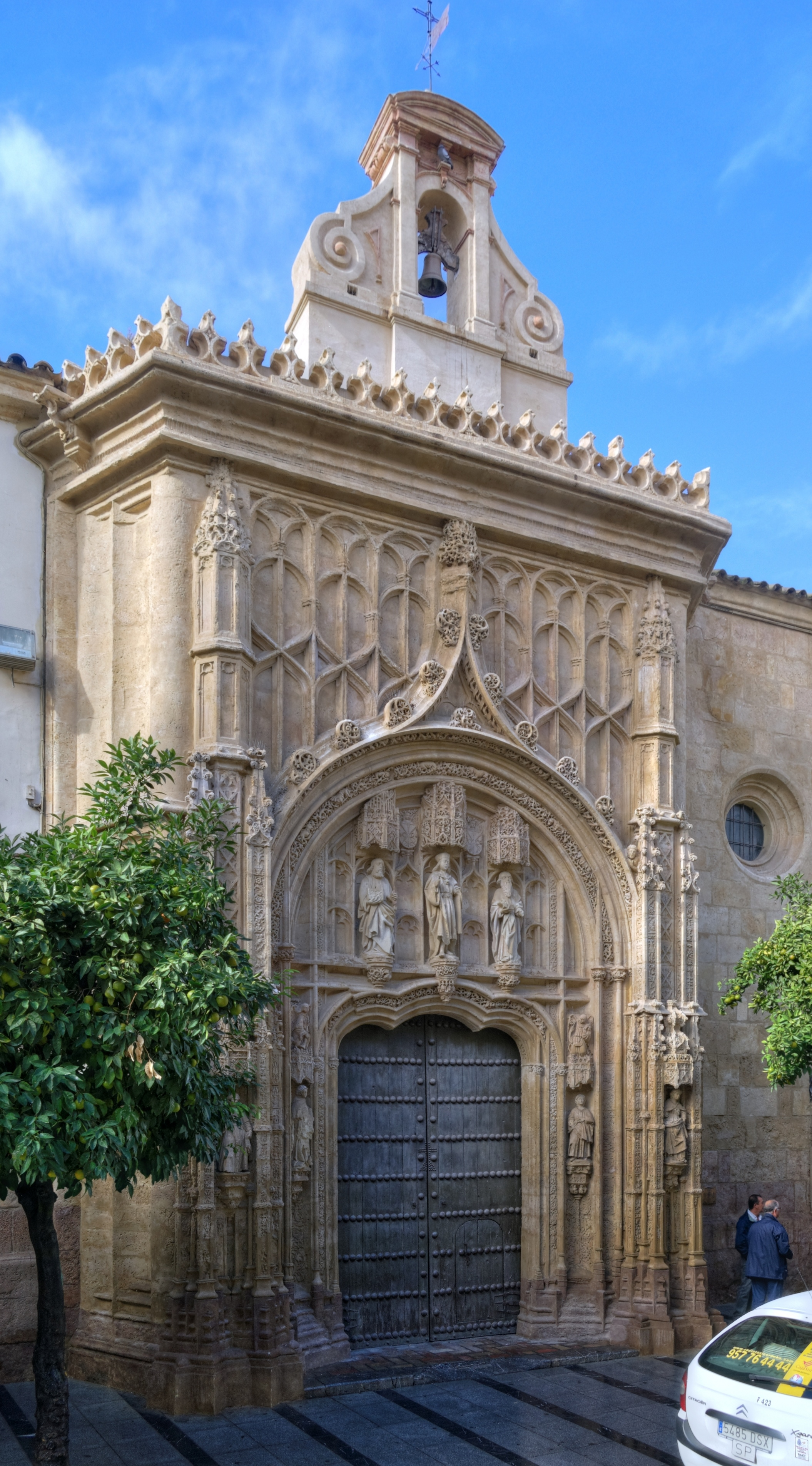
مستشفى سان سيباستيان  [لغات أخرى]‏ السابق
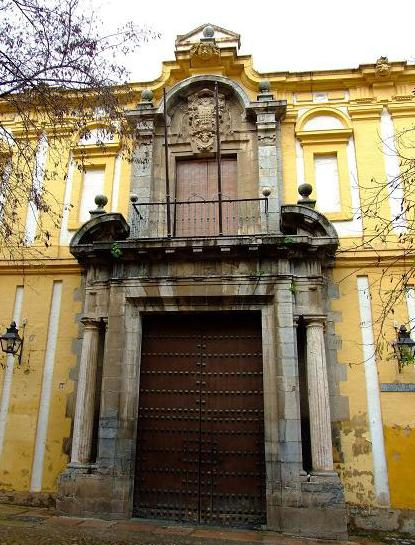
مستشفى ديل كاردينال سالازار السابق  [لغات أخرى]‏
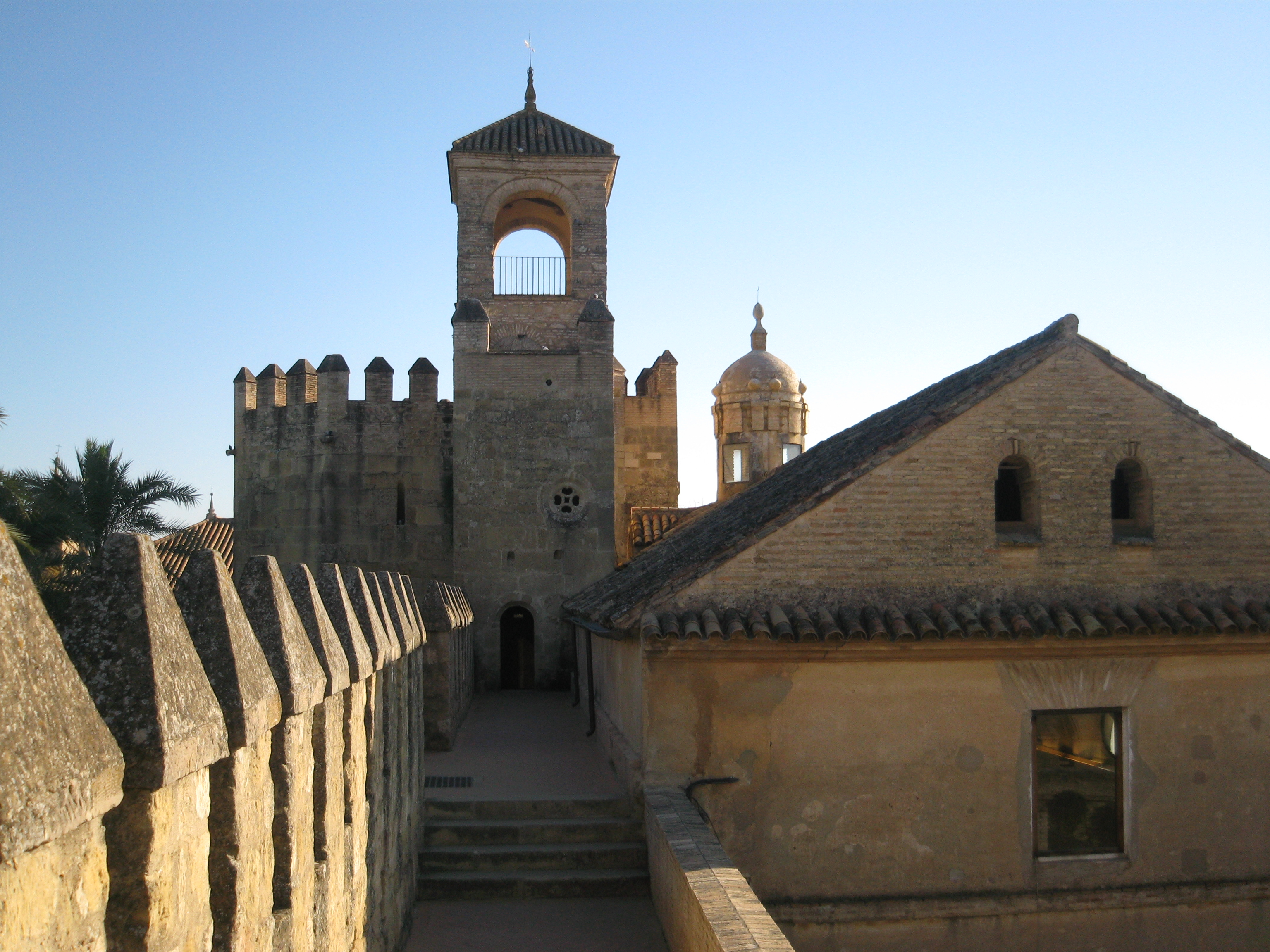
الكزار دي لوس رييس كريستيانوس
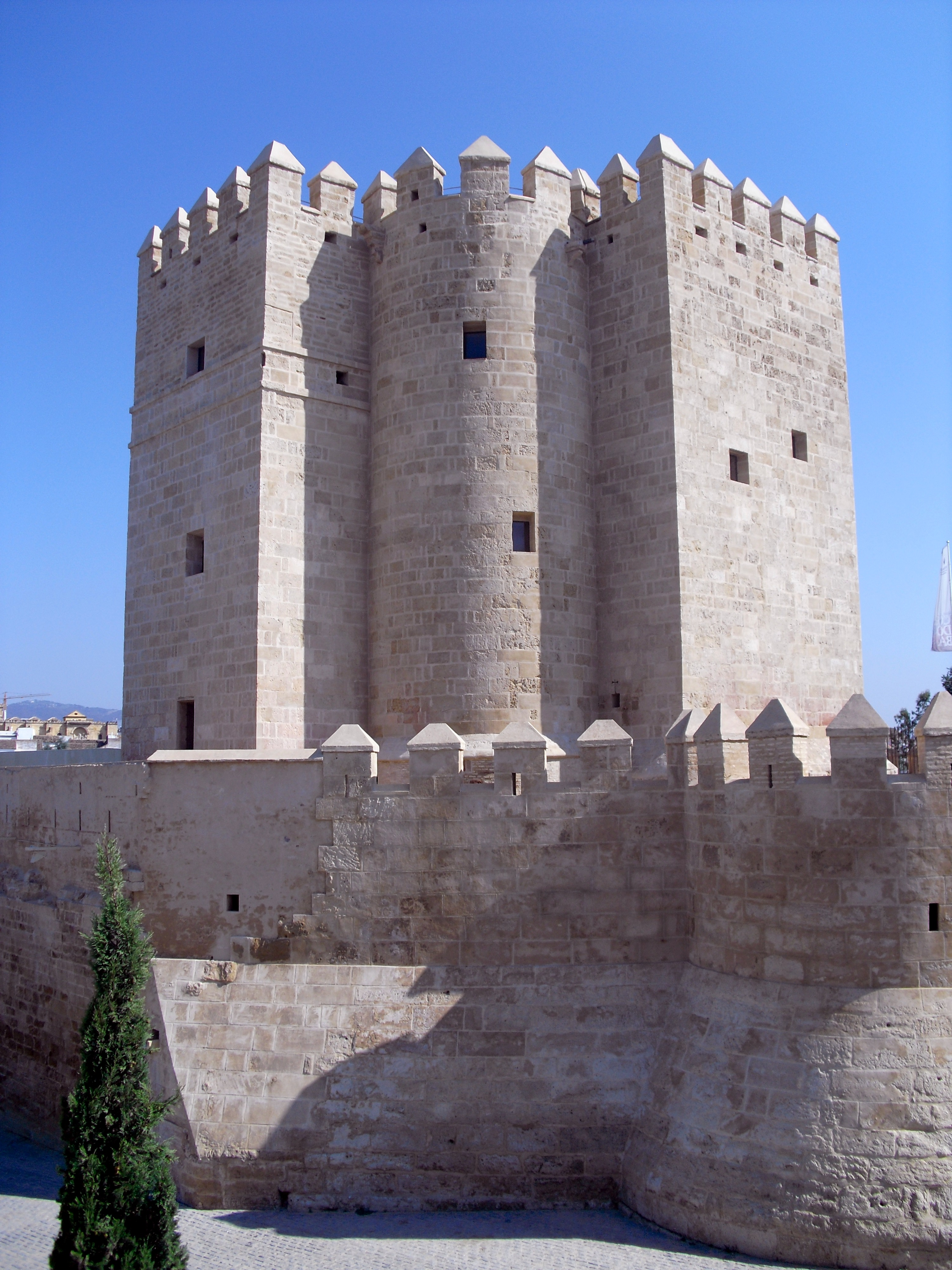
برج كالاهورا
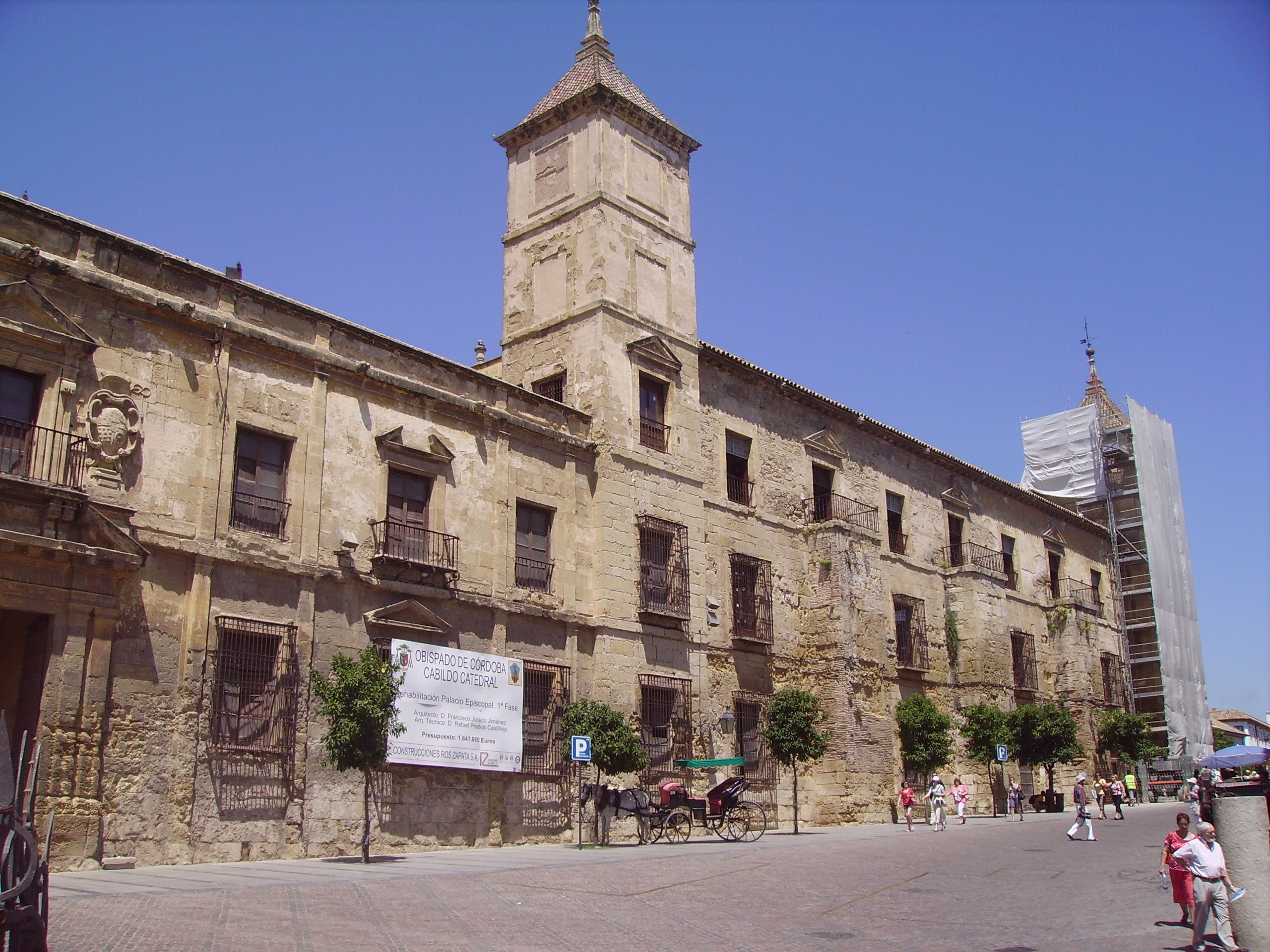
قصر قرطبة الأسقفي
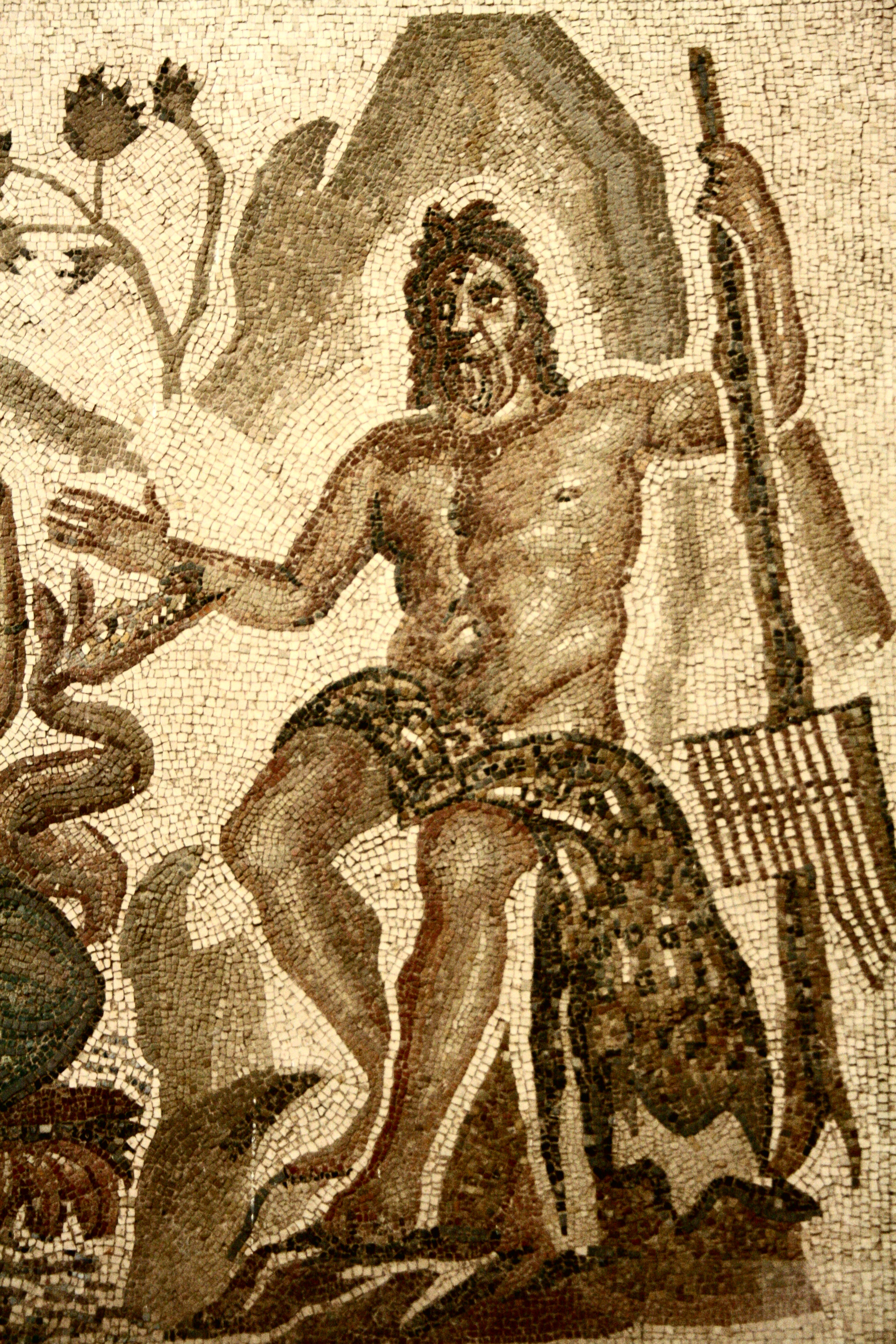
فسيفساء رومانية
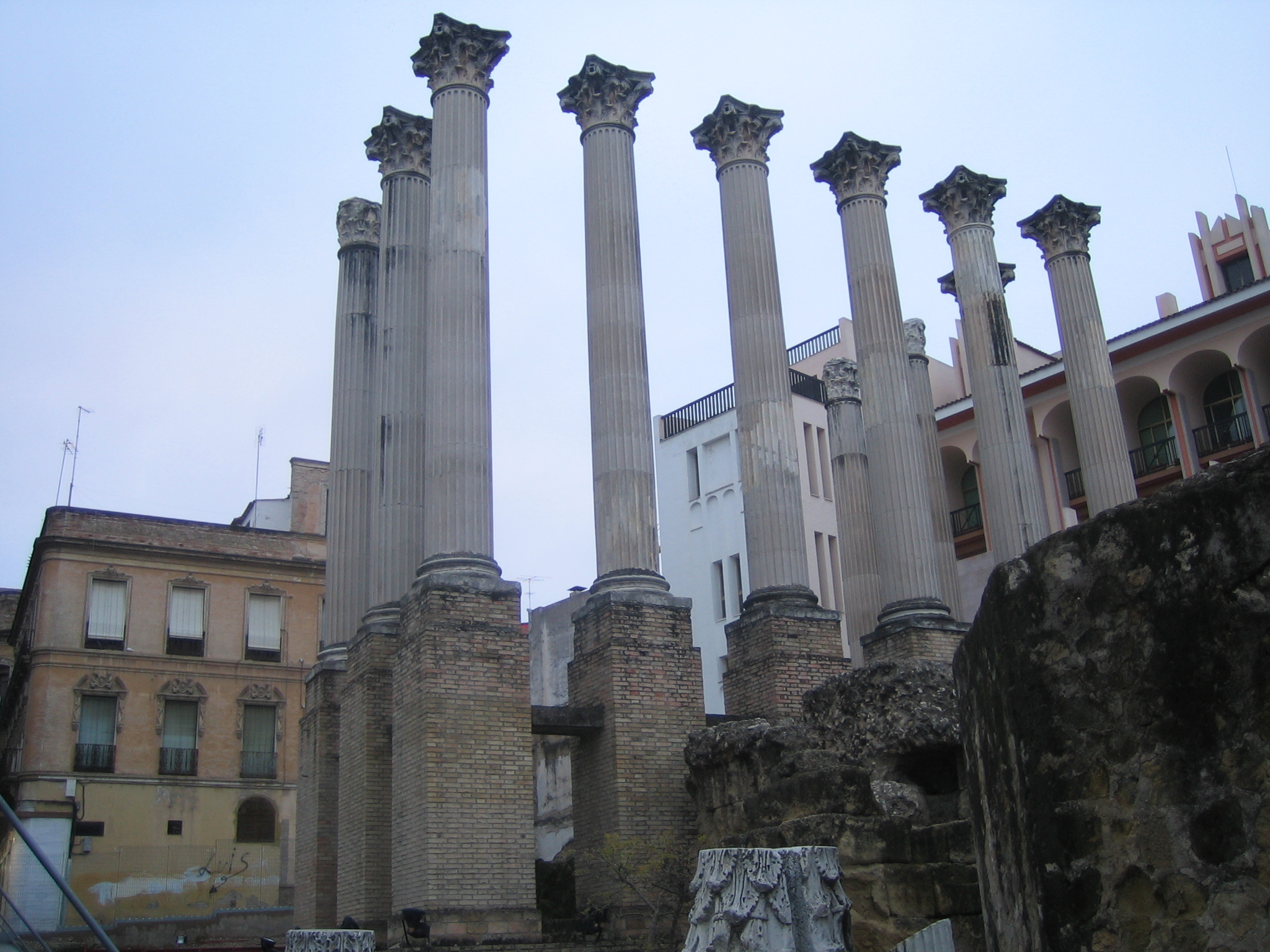
الأعمدة الرومانية